# Tricheilostoma bicolor
Tricheilostoma bicolor — вид змій родини струнких сліпунів (Leptotyphlopidae). Мешкає в Африці на південь від Сахари.

## Поширення і екологія
Tricheilostoma bicolor мешкають в Малі, Гвінеї, Кот-д'Івуарі, Буркіна-Фасо, Гані, Того, Беніні, Нігерії, Нігері і Чаді, можливо, також в Камеруні. Вони живуть у вологих і сухих саванах, на висоті до 700 м над рівнем моря. Риють нори серед опалого листя, живляються майже виключно термітами.